# غريس هارتمان (ممثلة)
غريس هارتمان (بالإنجليزية: Grace Hartman)‏ هي ممثلة أمريكية، ولدت في 7 يناير 1907 في سان فرانسيسكو في الولايات المتحدة، وتوفيت في 8 أغسطس 1955 في فان نويس في الولايات المتحدة بسبب سرطان. من الجوائز التي نالتها جائزة توني عن فئة أفضل ممثلة في مسرحية موسيقية ‏ سنة 1948.

## جوائز
- جائزة توني عن فئة أفضل ممثلة في مسرحية موسيقية [الإنجليزية]‏ (1948)

## وصلات خارجية
- غريس هارتمان على موقع IMDb (الإنجليزية)
- غريس هارتمان على موقع ميوزك برينز (الإنجليزية)
- غريس هارتمان على موقع قاعدة بيانات برودواي على الإنترنت (الإنجليزية)
- غريس هارتمان على موقع قاعدة بيانات الفيلم (الإنجليزية)